# Dounan (Yunlin)
Dounan (chinesisch 斗南鎮, Pinyin Dòunán Zhèn) ist eine Stadtgemeinde (鎮,  Zhèn) im Landkreis Yunlin in Taiwan.

## Lage
Dounan liegt östlich-zentral im Landkreis Yunlin. Im Süden grenzt die Gemeinde an den Landkreis Chiayi (Gemeinde Dalin). Die Topographie ist flach. Die mittlere Höhe über dem Meeresspiegel beträgt etwa 33 Meter und fällt von Osten Richtung Westen langsam ab. Die Böden bestehen überwiegend aus fruchtbarem Schwemmland.
Das Klima ist subtropisch warm. Die Jahresmitteltemperatur liegt bei 22 °C mit relativ geringen jahreszeitlichen Schwankungen. Der Jahresniederschlag beträgt etwa 1400 mm. Der größte Teil des Niederschlags ereignet sich während der Zeit des Südwestmonsuns in den Monaten Mai bis September.

## Geschichte
Ein älterer Name von Dounan ist Taliwu (他里霧). Der Name geht auf die austronesischen Ureinwohner (Pingpu) dieser Gegend zurück. Schon im 17. Jahrhundert kamen zur Zeit Zheng Chenggongs (Koxingas) Einwanderer vom chinesischen Festland in die Gegend. Der Ortsname wurde später zu Taliwushe (他里霧社) verändert. Im 17. und 18. Jahrhundert zählte der Ort zu den wichtigsten Siedlungen in Mittel-Taiwan. Zur Zeit der japanischen Kolonialherrschaft in Taiwan wurde am 1. Oktober 1920 das Verwaltungssystem grundlegend neu gestaltet. Dabei wurde Taliwu in Dounan umbenannt und als ‚Dorf‘ (庄,  Zhuāng) organisiert. Der Name Dounan wurde gewählt, weil die Örtlichkeit südlich von Douliu lag (南,  nán – „Süden“). Am 17. Juni 1940 wurde es zu einer ‚Straße‘ (街,  Jiē), d. h. zu einer Siedlung mit teilweise städtischem Charakter aufgewertet. Nach der Übernahme Taiwans durch die Republik China 1945 wurde am Dounan am 11. Januar 1946 als ‚Stadtgemeinde‘ (鎮,  Zhèn) reorganisiert. Bis 1950 gehörte Dounan zum Landkreis Tainan und ab 1950 zum neu gegründeten Landkreis Yunlin.

## Bevölkerung
Die Bevölkerung Dounans variierte in den Jahrzehnten seit 1981 zwischen 43.000 und 48.000. Ende 2019 lebten 145 Angehörige indigener Völker in Dounan, entsprechend einem Bevölkerungsanteil von etwa 0,3 Prozent.
| Gliederung von Dounan |
|                       |

## Verwaltungsgliederung
Dounan ist in 24 Ortsteile (里,  lǐ) unterteilt:
1 Xibo (西伯里)

2 Xinlun (新崙里)

3 Bima (埤麻里)

4 Dadong (大東里)

5 Datong (大同里)

6 Mingchang (明昌里)

7 Qiaozhen (僑真里)

8 Jiushe (舊社里)

9 Linzi (林子里)

10 Jingxing (靖興里)

11 Shixi (石溪里)

12 Shigui (石龜里)

13 Xinnan (新南里)

14 Adan (阿丹里)

15 Jiangjun (將軍里)

16 Dongren (東仁里)

17 Nanchang (南昌里)

18 Zhongtian (中天里)

19 Xiqi (西岐里)

20 Beiming (北銘里)

21 Dongming (東明里)

22 Tiantou (田頭里)

23 Xinguang (新光里)

24 Xiaodong (小東里)

## Wirtschaft
Dounan ist landwirtschaftlich geprägt. Zu den wichtigsten Kulturpflanzen zählen Reis, Schwammkürbis, Kartoffeln, Bambus und Ananas. Daneben spielt die Aquakultur, die Milchviehhaltung und die Geflügelzucht eine Rolle.

## Verkehr
Dounan ist verkehrsmäßig relativ gut angebunden. In Nord-Süd-Richtung zieht die Nationalstraße 1 (Zhongshan-Autobahn) durch Dounan. Die wichtigste Ost-West-Verbindung ist die Provinzstraße 78. Es gibt zwei Haltebahnhöfe an der Westlichen Linie der Taiwanischen Eisenbahn: Dounan und Shigui.

## Sehenswürdigkeiten
In Dounan existieren eine Reihe von charakteristischen Bauten aus der japanischen Kolonialzeit.

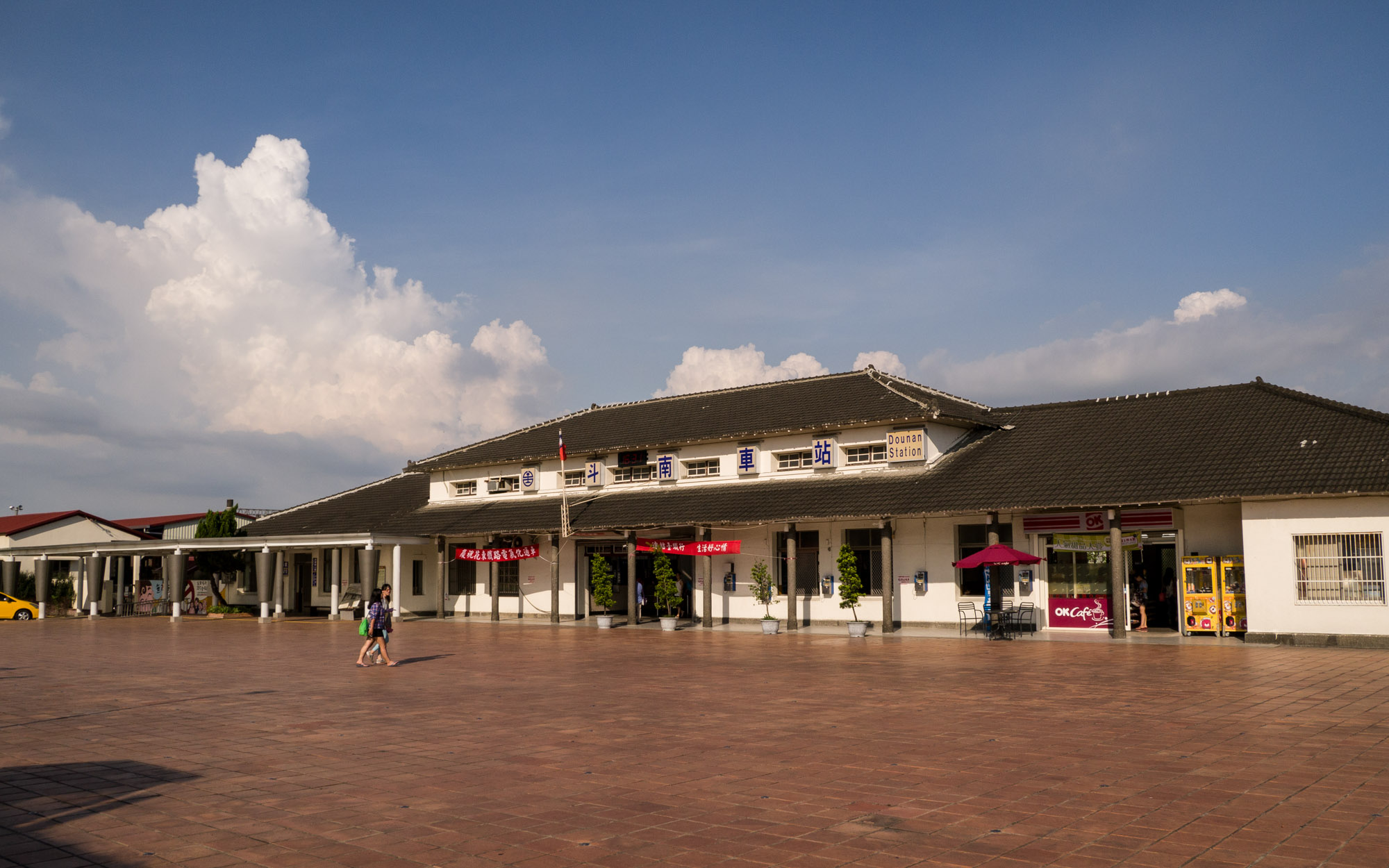
Bahnhof Dounan
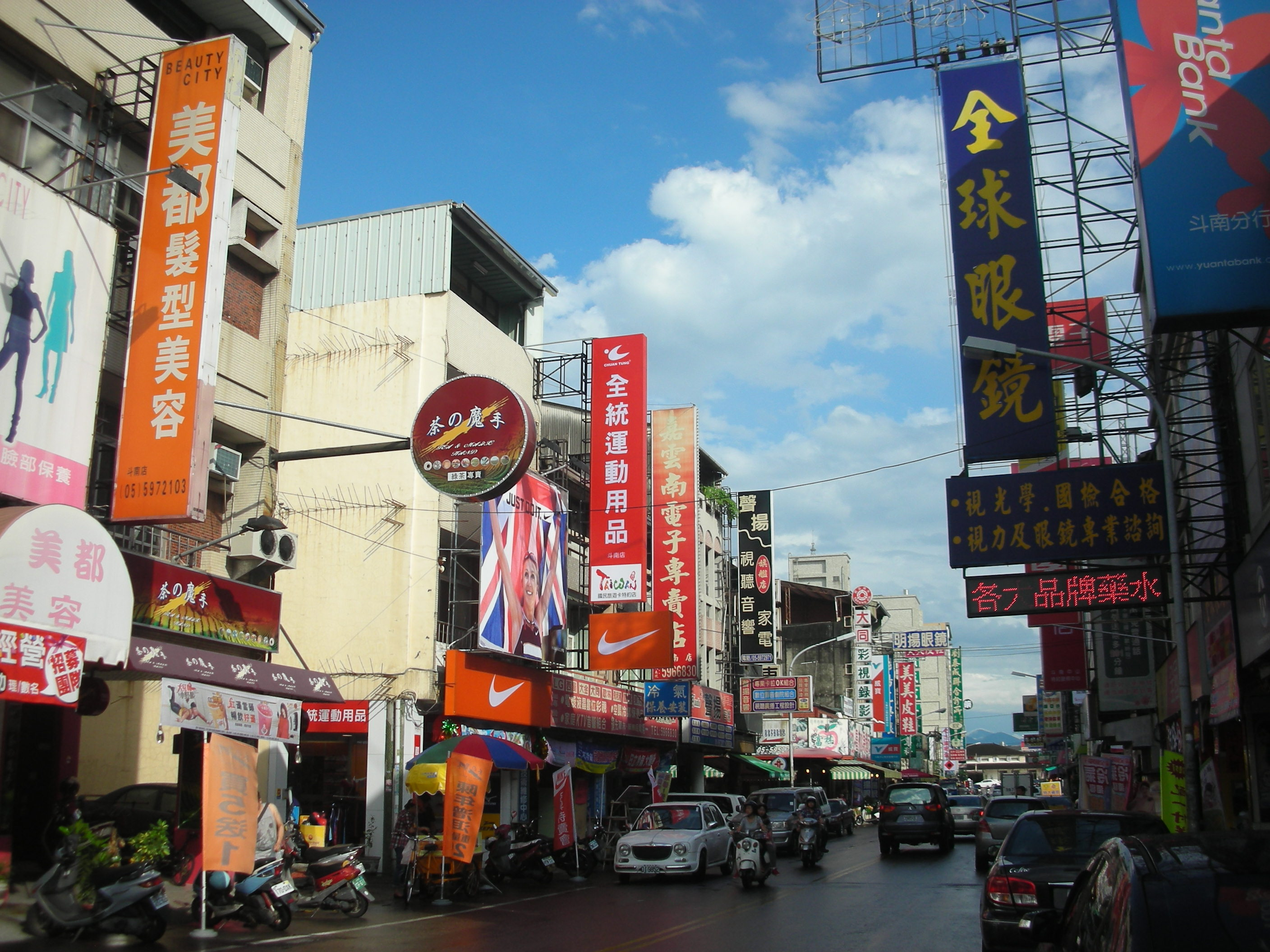
Straßenszene in Dounan (Ortsteil Nanchang)
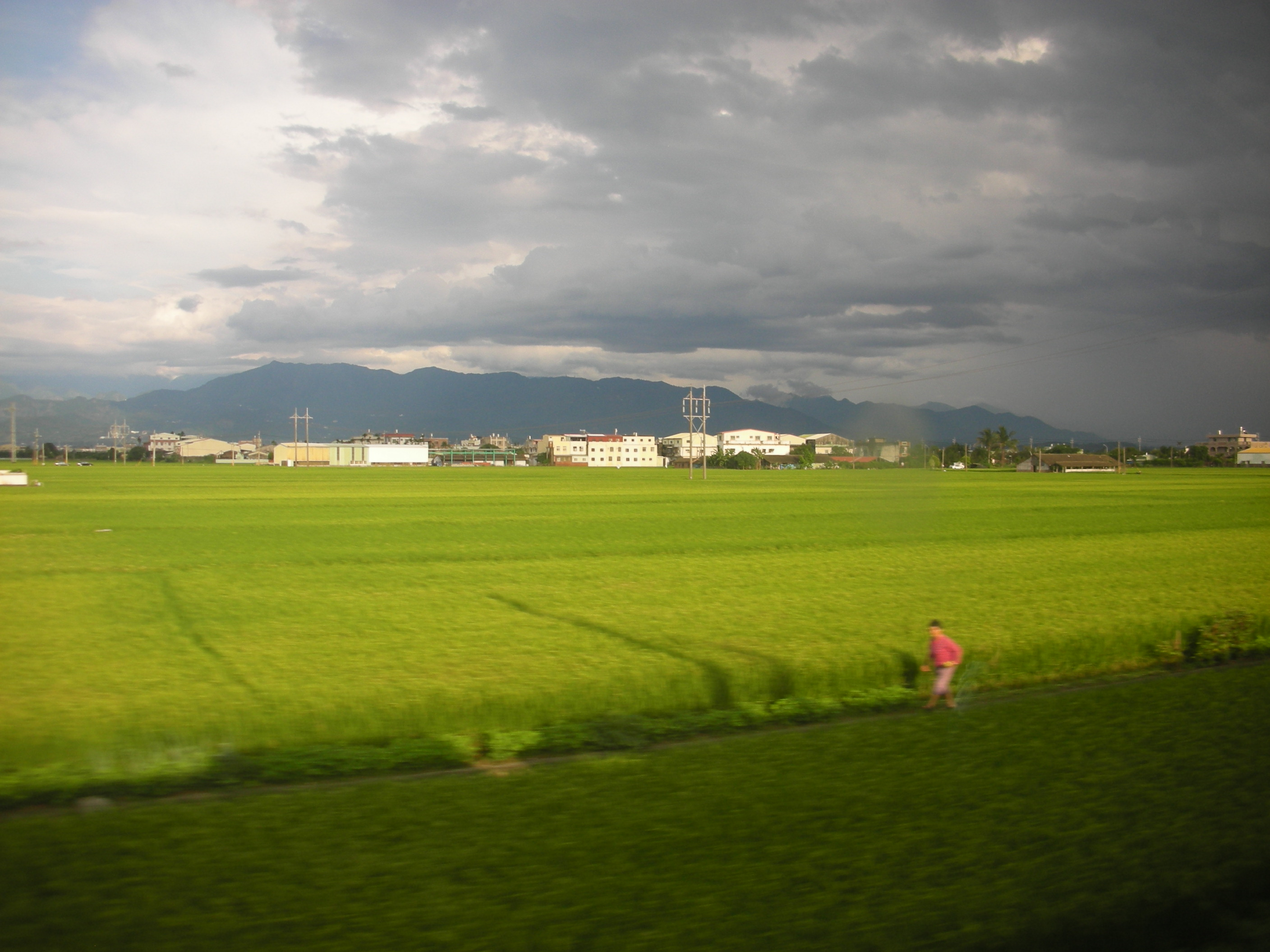
Reisfelder in Dounan